# Reisekönigtum

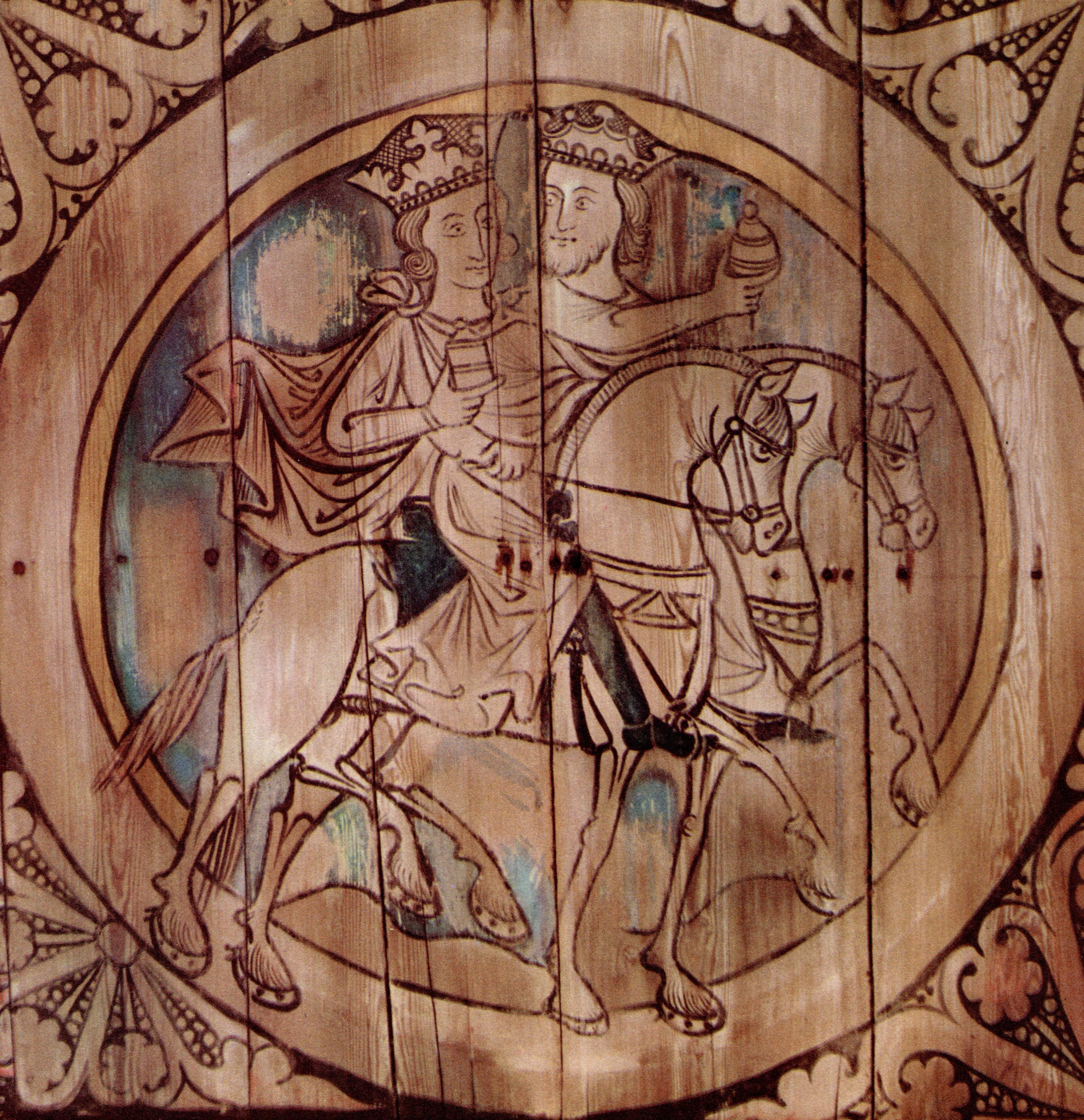
Resande kungar, medeltida målning, Dädesjö gamla kyrka, Småland.

Reisekönigtum (resekungadöme) kan sägas vara alternativet till att ha en politisk huvudstad, ett permanent centrum varifrån ett rike styrs. Särskilt i medeltidens Västeuropa kännetecknades det politiska styret av att de högsta politiska makthavarna ständigt bytte vistelseort, samt då medförde hela eller stora delar av landets centralförvaltning på sina resor. Riket hade alltså inget egentligt centrum, inget säte för regeringen. Frånvaron av huvudstad bestod generellt inom västeuropeiskt område fram till 1300-talets mitt. För Sveriges vidkommande började Stockholm utvecklas till fast politiskt centrum redan under medeltid, men torde kunna uppfattas som fullgången huvudstad först vid 1600-talets mitt.

## Fenomenets utbredning
Detta sätt att behärska landet är starkast förknippat med tysk historia, där huvudstadens uppkomst dröjde ovanligt länge. Det tyska ambulerande styret (Reisekönigtum) var alltifrån frankiska perioden och fram till senmedeltid den vanliga formen av kunglig eller kejserlig maktutövning. De tyskromerska furstarna under medeltiden regerade inte utifrån någon huvudstad. De reste med familjen och sitt hov genom riket.

### Västeuropa

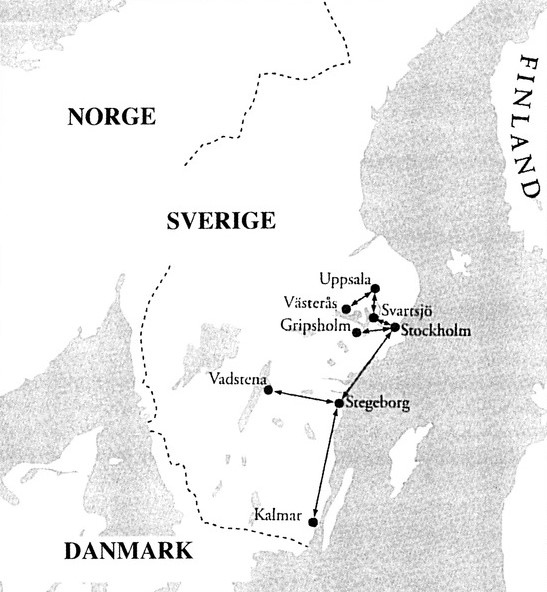
Gustav Vasas och Erik XIV:s typiska resemönster (1523–1568).

Detta var också fallet i andra europeiska länder – där termer såsom "itinerant kingship", "travelling kingdom" och "corte itinerante" beskriver denna företeelse. Kungarna och deras följe reste oavbrutet från ena kungapalatset till det andra. London och Paris började utveckla sig till fasta politiska centra först under sent 1300-tal, då även Lissabon visade liknande tendenser. Några andra västeuropeiska städer visade likaså tendenser mot att bli politiska huvudstäder vid denna tid. (Spanien saknade däremot furstligt huvudresidens ända tills Filip II upphöjde El Escorial utanför Madrid till denna rang.) De skandinaviska nutida huvudstäderna Stockholm och Köpenhamn kan beläggas ha fått en särställning som regenternas huvudsakliga residens under fjortonhundratal, om än ingen permanent politisk administration fanns där förrän på stormaktstiden.
Det tyskromerska riket hade ingen ens rudimentär huvudstad. Kejsaren styrde genom att ständigt byta vistelseort. Residensen var mestadels av krongods uppbyggda palats, eller biskopliga städer. De vägar som hovet följde på resorna kallas itinerarier. Noteras bör hur palatsen ofta anlades i lätt tillgängliga och bördiga områden, omgivna av stödjepunkter för kungahovets försörjning, där kejserliga rättigheter till lokala resurser fanns. De furstliga godsen låg spridda över hela riket. Hovföljets sammansättning ändrade sig ständigt, beroende på vilket område man for igenom och vilka adliga som gjorde sin herre sällskap på resan eller ånyo lämnade honom. 
Under loppet av ett år kunde imponerande vägsträckor tillryggaläggas. Tyska historiker beräknar, på grundval av furstliga brev, att till exempel kejsar Henrik VI  och hans följe mellan 28 januari och 20 december 1193 genomkorsade mer än 4 000 kilometer kors och tvärs genom det tyska området. Rekonstruktion av resmålen ger följande kronologiska färdled: Regensburg - Würzburg - Speyer - Haguenau - Strasbourg - Haguenau - Boppard - Mosbach - Würzburg - Gelnhausen - Koblenz - Worms - Kaiserslautern - Worms - Hassloch - Strasbourg - Kaiserslautern - Würzburg - Sinzig - Aachen - Kaiserwerth - Gelnhausen - Frankfurt - Gelnhausen.

### Sverige
I Sverige reste kungarna på motsvarande sätt vida över landet. Under äldsta tider har man svårt att avgöra ifall de huvudsakligen vistades i vissa områden och mera sällan inom andra. Man bör alltså vara försiktig med att dra några slutsatser om detta ur någon enstaka uppgift rörande någon regents uppehållsplats. Ännu Gustav Vasa kunde plötsligt residera i exempelvis  Västergötland eller Småland, fastän Mälardalen framträder som hans normala habitat. Det var först under Johan III som kunglig majestät blev mera bofast på Stockholms slott, samt några andra närbelägna borgar.

## Fenomenets funktion
Resekungadömet möjliggjorde bättre överblick över riket. Kungens resande gjorde det också görligt att kontrollera lokala makthavare och tjänade därmed landets sammanhållning. Medeltidens regering var länge ett system av personliga relationer, snarare än administration av geografiska områden. Därför måste också fursten personligen ta kontakt med underlydande. Ursprungligen tvangs man även resa för att tillgodose hovets ekonomiska behov, eftersom dåtidens otillräckliga transportmöjligheter ej tillät att en större grupp människor kunde vistas permanent på samma plats. Istället för att skicka maten till gården, vandrade alltså gården till maten. Det svenska resekungadömet bestod emellertid hela 1500-talet ut, varvid proviant och andra förnödenheter måste överföras till platsen där hovet för stunden vistades, varför dessa rent ekonomiska fördelar bör vara klart mindre viktiga än resandets politiska betydelse.